# Acer shirasawanum
Acer shirasawanum é uma espécie de árvore do gênero Acer, pertencente à família Aceraceae.